# Commercial National Bank (Washington, D.C.)
Die Commercial National Bank in Washington, D.C. ist ein in der Innenstadt gelegenes historisches Hochhaus, das bis 1933 Hauptsitz der gleichnamigen Bank war. Es wurde am 11. Oktober 1991 in das National Register of Historic Places aufgenommen.
Der amerikanische Architekt Waddy Butler Wood (1869–1944) entwarf 1917 den neuen Hauptsitz der 1904 gegründeten Bank. Diese gehörte in den 1920er Jahren zu den vier größten Banken der Stadt. In dem Gebäude befanden sich auch Büros der Western Union. Das Gebäude ist ein frühes Beispiel für die Entwicklung der amerikanischen Hochhausarchitektur hin zu einem stark vereinfachten Klassizismus. Insbesondere das Kranzgesims verweist am Außenbau auf die baugeschichtlichen Anleihen; im Inneren dominieren hohe Säulen den dreigeschossigen Raum der Schalterhalle. Die Fassade ist mit einem abgeflachten Eingangsbereich, einem mit schmucklosen Kalksteinplatten verkleideten Mittelteil und einem aufwendig gestalteten oberen Abschluss in drei Teile gegliedert.